# Павлин Аквилейский
Павли́н Аквилейский (Павлин II; лат. Paulinus Aquileiensis, итал. Paolino d’Aquileia; между 730 и 740 гг. близ Чивидале-дель-Фриули — 11 января 802 г., там же) — итальянский священник, теолог, поэт и писатель. Один из видных деятелей Каролингского возрождения, член Палатинской академии при дворе Карла Великого. Патриарх Аквилейский (c 787). Святой католической церкви (день памяти 11 января).

## Биография
В 787 году был назначен Карлом Великим патриархом аквилейским, участвовал в споре об адоптианизме (794). Трудился над введением христианства в Каринтии и Фриуле.

## Труды
- Libellus Sacrosyllabus contra Elipandum (Книга епископов Италии против Элипанда)
- Libri III contra Felicem (Против Феликса Урхельского)
- Exhortationes ad Hericum comitem (Увещевания к маркграфу Эрику; дидактич. сочинение)
- Carmen de regula fidei (поэтическое изложение Символа веры)
- Versus de Lazaro (гимн о Лазаре)
- Versus de nativitate Domini (гимн о Рождестве Господнем)
- Felix per omnes festum mundi cardines[5] (гимн на праздник свв. Петра и Павла)
- De Herico duce (элегия на смерть маркграфа Эрика, погибшего в бою)

Его полные сочинения печатались Мадризием («Sancti patris nostri Paulini, patriarché Aquileiensis Opera»; Венеция, 1737) и в «Patrologia Latina» Миня («Opera omnia», т. 99).